# تپه میان تپان (۱)
تپه میان تپان (۱) مربوط به عصر آهن است و در شهرستان دورود، بخش مرکزی، دهستان ژان، ۱/۱ کیلومتری جنوب روستای سنگر واقع شده و این اثر در تاریخ ۱۳ آبان ۱۳۸۶ با شمارهٔ ثبت ۱۹۸۲۰ به‌عنوان یکی از آثار ملی ایران به ثبت رسیده است.